# Remigia punctularis
Remigia punctularis är en fjärilsart som beskrevs av Jacob Hübner 1808. Remigia punctularis ingår i släktet Remigia och familjen nattflyn. Inga underarter finns listade.